# Barbacane (Venezia)

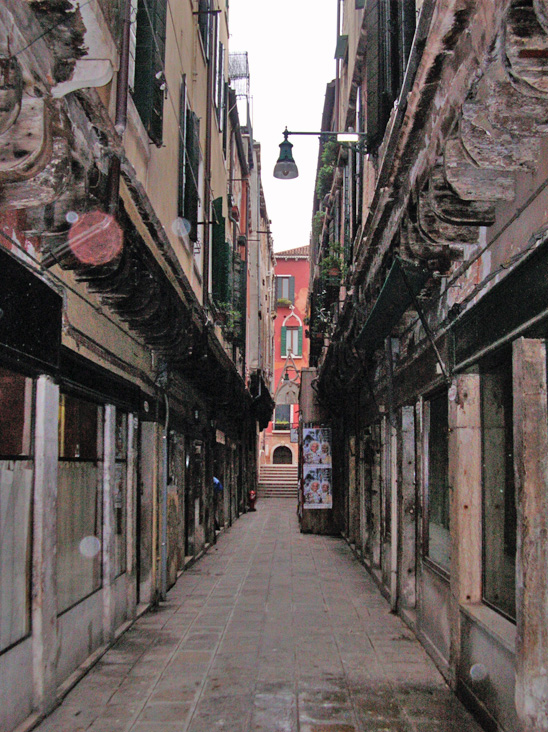
La calle del Paradiso vicino a Santa Maria Formosa

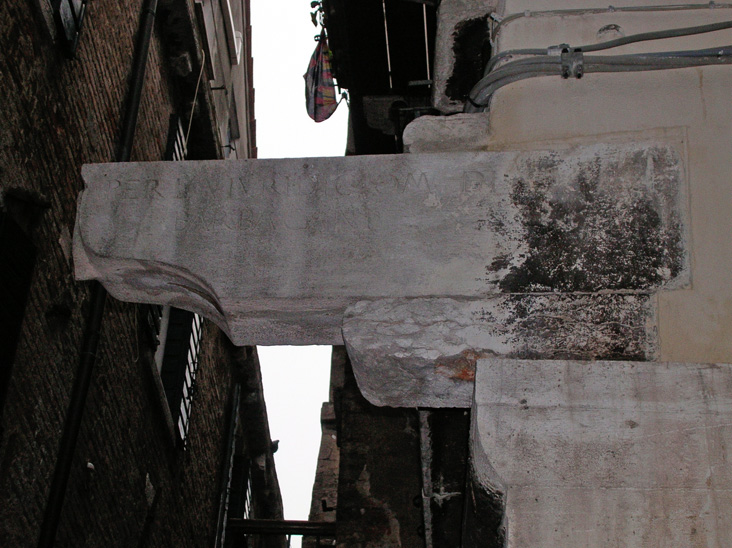
Il "barbacane campione" in calle della Madonna a Rialto

I barbacani a Venezia sono una struttura architettonica utilizzata per recuperare spazio abitativo senza diminuire quello a disposizione per la viabilità pedonale o anche le tipiche mensole intagliate con la funzione di rompi-tratta. 

## Descrizione

### Barbacani come soluzione urbanistica
Si tratta di elementi di travatura emergenti, in legno o in pietra, che sorreggono al livello del primo piano la sporgenza di un edificio rispetto alla calle o al campo sottostante. In questo modo il primo piano e tutti i piani superiori possono usufruire di una superficie utile maggiore rispetto a quella disponibile a pian terreno.
Allo stesso tempo i barbacani consentono di ricavare una maggior larghezza per la viabilità pedonale rispetto al corpo degli edifici ai piani superiori, nonché forniscono una protezione dalle intemperie per i pedoni e per le attività commerciali collocate al pian terreno.
I barbacani terminali erano sempre in pietra, talvolta particolarmente elaborati come quello verso il canale del palazzetto Gussoni a San Lio.
La Repubblica di Venezia stabilì un limite massimo per la larghezza dei barbacani. I motivi erano essenzialmente due. Il primo era evitare che la distanza tra due edifici prospicienti fosse troppo ridotta perché altrimenti si favoriva la propagazione degli incendi, molto frequenti all'epoca. Il secondo motivo era garantire una sufficiente luminosità e salubrità nel caso delle calli più anguste, evitando di bloccare l'arrivo della luce del sole. A tal fine fu realizzato nella zona di Rialto, precisamente in calle della Madonna, un "barbacane campione" in pietra d'Istria, tuttora visibile, recante incisa l'iscrizione "PER LA IVRIDICIOM DI BARBACANI". Questo barbacane campione definiva la misura massima di sporgenza consentita per questo tipo di struttura.
La tecnica dei barbacani è ampiamente diffusa nella città di Venezia. Uno degli esempi più famosi è la Calle del Paradiso, tra il campo Santa Maria Formosa e la salizada San Lio, in cui i barbacani sono presenti su entrambi i lati e per tutta la lunghezza della calle.

### Barbacani intagliati come soluzione strutturale

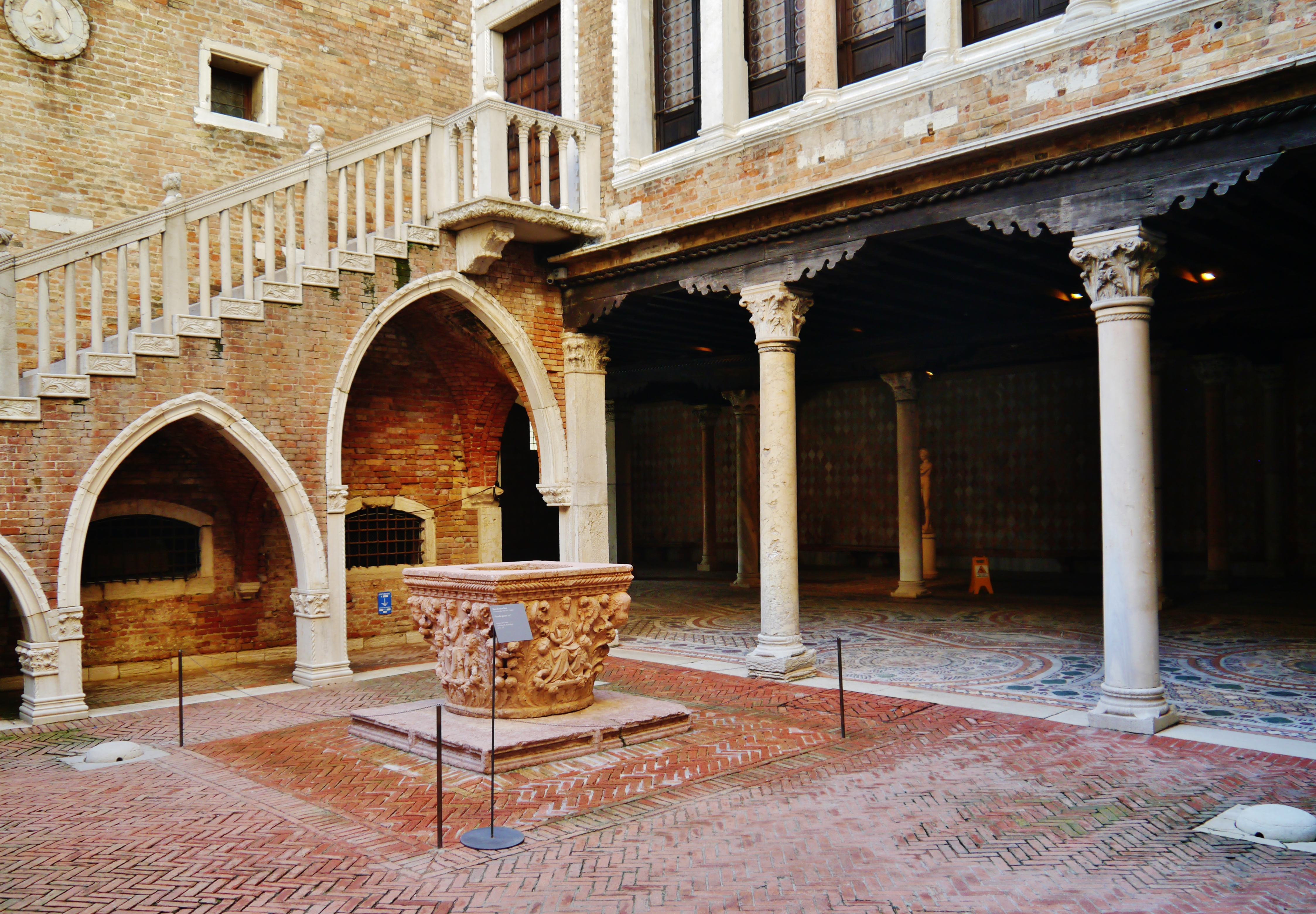
Barbacani intagliati nel cortile di Ca' d'Oro

In questo caso si tratta di mensole di rinforzo ritagliate con un profilo tipicamente elaborato, realizzate specialmente tra il XIII e XV secolo.  L'utilizzo più comune era quello di rafforzare la travatura e concentrare sulle colonne il carico dell'edificio soprastante un portico. Sono visibili soprattutto nei portici dei cortili interni dei palazzi – come per esempio alla Ca' d'Oro o nel cortile tra la scuola e il convento della Carità – e talvolta in qualche sotoportego che affianchi un rio – come quello del Palazzetto Priuli tra Santa Sofia e Santa Caterina, quello del palazzetto presso il Ponte Longo sulle Zattere ai Gesuati o quello sotto la casetta che spezza la Riva Longa di Murano.
Un altro utilizzo era il rinforzo delle teste delle travature che incatenano le navate di alcune chiese gotiche – p.e. Santo Stefano o la Madonna dell'Orto – oppure sostengono un solaio – come nella Sala del Piovego di Palazzo Ducale.

### Barbacani da struttura a ornamento
I barbacani intagliati venivano utilizzati in antico anche per sostenere l'ampia sporgenza di una falda di tetto. Questa struttura a tettoia, a quel tempo detta revetene, era sprovvista di grondaie e scaricava l'acqua del tetto direttamente sulla strada. Nel 1272 si iniziò ad eliminarle sostituendole con gronde in pietra lungo le trafficate Mercerie e nella prima metà del secolo successivo si impose l'obbligo delle gronde a tutte le nuove fabbriche. Questa configurazione fu piuttosto amata nelle ricostruzioni storicistiche di fine Ottocento e primo Novecento comunque ne sopravvive a Venezia qualche esempio ancora originale, alcuni visibili dalla strada: per esempio in una casa dei Polo in corte seconda del Milion, nel palazzo Zane in campo Santa Maria Mater Domini o nel palazzetto Foscolo-Corner in campo Santa Margherita.
Il ricordo della forma dei barbacani però sopravvisse nello stile gotico veneziano: il tipico profilo continuò spesso a essere riprodotto nelle piccole mensole di sostegno delle canaline marmoree di gronda.